# Pangršica
Pangršica je naselje u slovenskoj Općini Kranju. Pangršica se nalazi u pokrajini Gorenjskoj i statističkoj regiji Gorenjskoj. 

## Stanovništvo
Prema popisu stanovništva iz 2002. godine naselje je imalo 61 stanovnika.